# حنا مينه
حنا مينه (9 آذار 1924 - 21 آب 2018)، روائي سوري ولد في مدينة اللاذقية. والدته اسمها مريانا ميخائيل زكور، ساهم في تأسيس رابطة الكتاب السوريين واتحاد الكتاب العرب. ويُعد حنا مينه أحد كبار كتاب الرواية العربية. وتتميز رواياته بالواقعية، ألّف نحو 40 رواية اجتماعية، من أبرزها (المصابيح الزرق) التي تحولت إلى مسلسل بنفس الاسم، ورواية (نهاية رجل شجاع) التي تحولت هي الأخرى إلى مسلسل سوري.

## حياته
عاش حنا طفولته في إحدى قرى لواء الاسكندرون على الساحل السوري، وفي عام 1939 عاد مع عائلته إلى مدينة اللاذقية وهي عشقه وملهمته بجبالها وبحرها. كافح كثيراً في بداية حياته وعمل حلاقاً وحمالاً في ميناء اللاذقية، ثم كبحار على السفن والمراكب. اشتغل في مهن كثيرة أخرى منها مصلّح دراجات، ومربّي أطفال في بيت سيد غني، إلى عامل في صيدلية إلى صحفي أحيانا، ثم إلى كاتب مسلسلات إذاعية للإذاعة السورية باللغة العامية، إلى موظف في الحكومة، إلى روائي.
حنا مينه أب لخمسة أولاد، بينهم صبيان، هما سليم الذي توفي في الخمسينيات في ظروف النضال والحرمان والشقاء، والآخر سعد، أصغر أولاده، وهو ممثل معروف شارك في بطولة المسلسل التلفزيوني (نهاية رجل شجاع) المأخوذ عن رواية والده. ولديه ثلاث بنات: سلوى (طبيبة)، سوسن (شهادة في الأدب الفرنسي)، وأمل (مهندسة مدنية). توفي حنا مينه يوم الثلاثاء 21 آب 2018.

## بداياته مع الكتابة
البداية الأدبية كانت متواضعة، تدرج في كتابة العرائض للحكومة ثم في كتابة المقالات والأخبار الصغيرة للصحف في سوريا ولبنان ثم تطور إلى كتابة المقالات الكبيرة والقصص القصيرة.
أرسل قصصه الأولى إلى الصحف السورية في دمشق، وبعد استقلال سوريا أخذ يبحث عن عمل وفي عام 1947 استقر به الحال بالعاصمة دمشق وعمل في جريدة الانشاء الدمشقية حتى أصبح رئيس تحريرها.
بدأت حياته الأدبية بكتابة مسرحية دونكيشوتية وللآسف ضاعت من مكتبته فتهيب من الكتابة للمسرح، كتب الروايات والقصص الكثيرة بعد ذلك والتي زادت على 30 رواية أدبية طويلة غير القصص القصيرة. منها عدة روايات خصصها للبحر الذي عشقه وأحبه، كتب القصص القصيرة في البداية في الأربعينات من القرن العشرين ونشرها في صحف دمشقية كان يراسلها، أولى رواياته الطويلة التي كتبتها كانت (المصابيح الزرق) في عام 1954 وتوالت إبداعاته وكتاباته بعد ذلك، ويذكر أن الكثير من روايات حنا مينه تحولت إلى أفلام سينمائية سورية ومسلسلات تلفزيونية.

### مساهمته في رابطة الكتاب السوريين
ساهم حنا مينه مع لفيف من الكتاب اليساريين في سوريا عام (1951) بتأسيس رابطة الكتاب السوريين، والتي كان من أعضائها: مواهب كيالي
وحسيب كيالي ومصطفى الحلاج وصلاح دهني، وآخرون. نظمت الرابطة عام 1954 المؤتمر الأول للكتاب العرب بمشاركة عدد من الكتاب الوطنيين والديمقراطيين في سوريا والبلاد العربية وكان لحنا مينه دور كبير في التواصل مع الكتاب العرب في كل أنحاء الوطن العربي.

### تأسيس اتحاد الكتاب العرب
ساهم بشكل كبير في تأسيس اتحاد الكتاب العرب، وفي مؤتمر الاعداد للاتحاد العربي التي عقد في مصيف بلودان في سوريا عام 1956 كان لحنا مينه الدور الواضح في الدعوة إلى ايجاد وإنشاء اتحاد عربي للكتاب، وتم تأسيس اتحاد الكتاب العرب عام 1969.

## من أقواله
- أنا «كاتب الكفاح والفرح الإنسانيين) فالكفاح له فرحه، له سعادته، له لذّته القصوى، عندما تعرف أنك تمنح حياتك فداء لحياة الآخرين، هؤلاء الذين قد لا تعرف لبعضهم وجهاً، لكنك تؤمن في أعماقك، أن إنقاذهم من براثن الخوف والمرض والجوع والذل، جدير بأن يضحى في سبيله، ليس بالهناءة وحدها، بل بالمفاداة حتى الموت معها أيضاً.إن وعي الوجود عندي، ترافق مع تحويل التجربة إلى وعي، وكانت التجربة الأولى في حي (المستنقع) الذي نشأت فيه في اسكندرونة، مثل التجربة الأخيرة، حين أرحل عن هذه الدنيا، ومثل تجربة الكفاح ما بينهما، منذورة كلها لمنح الرؤية للناس، لمساعدتهم على الخلاص من حمأة الجهل، والسير بهم ومعهم نحو المعرفة، هذه التي هي الخطوة الأولى في المسيرة الكبرى نحو الغد الأفضل.»
- «مهنة الكاتب ليست سواراً من ذهب، بل هي أقصر طريق إلى التعاسة الكاملة. لا تفهموني خطأ، الحياة أعطتني، وبسخاء، يقال إنني أوسع الكتّاب العرب انتشاراً، مع نجيب محفوظ بعد نوبل، ومع نزار قباني وغزلياته التي أعطته أن يكون عمر بن أبي ربيعة القرن العشرين. يطالبونني، في الوقت الحاضر، بمحاولاتي الأدبية الأولى، التي تنفع الباحثين والنقاد والدارسين، لكنها، بالنسبة إلي، ورقة خريف اسقطت مصابيح زرق».
- «إن البحر كان دائماً مصدر إلهامي، حتى إن معظم أعمالي مبللة بمياه موجه الصاخب، وأسأل: هل قصدت ذلك متعمّدا؟ في الجواب أقول:في البدء لم أقصد شيئاً، لحمي سمك البحر، دمي ماؤه المالح، صراعي مع القروش كان صراع حياة،أما العواصف فقد نُقشت وشماً على جلدي، إذا نادوا: يا بحر أجبت أنا! البحر أنا، فيه وُلدت، وفيه أرغب أن أموت.. تعرفون معنى أن يكون المرء بحّاراً؟»
- «إنه يتعمّد بماء اللجة لا بماء نهر الأردن، على طريقة يوحنا! أسألكم: أليس عجيباً، ونحن على شواطئ البحار،ألا نعرف البحر؟ ألا نكتب عنه؟ ألا نغامر والمغامرة احتجاج؟ أن يخلو أدبنا العربي، جديده والقديم، من صور هذا العالم الذي هو العالم، وما عداه، اليابسة، جزء منه؟! البحّار لا يصطاد من المقلاة! وكذلك لا يقعد على الشاطئ، بانتظار سمكة السردين التافهة. إنه أكبر، أكبر بكثير، وأنا هنا أتحدث عن البحّار لا عن فتى الميناء!»
- «الأدباء العرب، أكثرهم لم يكتبوا عن البحر لأنهم خافوا معاينة الموت في جبهة الموج الصاخب. لا أدّعي الفروسية، المغامرة نعم! أجدادي بحّارة، هذه مهنتهم، الابن يتعلم حرفة أهله، احترفت العمل في الميناء كحمّال، واحترفت البحر كبحّار على المراكب. كان ذلك في الماضي الشقي والماجد من حياتي، هذه المسيرة الطويلة كانت مشياً، وبأقدام حافية، في حقول من مسامير، دمي سال في مواقع خطواتي، أنظر الآن إلى الماضي، نظرة تأمل حيادية، فأرتعش. كيف، كيف؟!»
- «أين، أين؟! هناك البحر وأنا على اليابسة؟! أمنيتي الدائمة أن تنتقل دمشق إلى البحر، أو ينتقل البحر إلى دمشق، أليس هذا حلماً جميلاً؟! السبب أنني مربوط بسلك خفي إلى الغوطة، ومشدود بقلادة ياسمين إلى ليالي دمشق الصيفية الفاتنة، وحارس مؤتمن على جبل قاسيون، ومغرم متيّم ببردى، لذلك أحب فيروز والشاميات».

## رواياته ومؤلفاته
معظم رواياته تدور حول البحر وأهله، دلالة على تأثره بحياة البحارة أثناء حياته في اللاذقية وهي:
1. المصابيح الزرق وتم تحويلها لمسلسل يحمل نفس الاسم
2. الشراع والعاصفة
3. الياطر
4. الأبنوسة البيضاء
5. حكاية بحار
6. نهاية رجل شجاع وتم تحويلها إلى مسلسل يحمل نفس الاسم
7. الثلج يأتي من النافذة
8. الشمس في يوم غائم وتم تحويلها لفيلم بنفس الاسم
9. بقايا صور وتم تحويلها لفيلم بنفس الاسم
10. المستنقع
11. القطاف
12. الربيع والخريف
13. حمامة زرقاء في السحب
14. الولاعة
15. فوق الجبل وتحت الثلج
16. حدث في بيتاخو
17. النجوم تحاكي القمر
18. القمر في المحاق
19. عروس الموجة السوداء
20. الرجل الذي يكره نفسه
21. الفم الكرزى
22. الذئب الأسود
23. الارقش والغجرية
24. حين مات النهد
25. صراع امرأتين
26. حارة الشحادين
27. البحر والسفينة وهي
28. المرصد
29. الدقل
30. المرفأ البعيد
31. مأساة ديمترو
32. الرحيل عند الغروب
33. المرأة ذات الثوب الأسود
34. المغامرة الأخيرة
35. هواجس في التجربة الرواءية
36. كيف حملت القلم؟
37. امرأة تجهل أنها امرأة
38. النار بين أصابع امرأة
39. عاهرة ونصف مجنون
40. شرف قاطع طريق

## الأفلام المقتبسة
تناولت إنتاجات السينما السورية من خلال المؤسسة العامة للسينما، أدب حنا مينة في خمس تجارب في مجال الفيلم الروائي الطويل.
الأولى كانت من خلال فيلم تجريبي هام قدمه المخرج العراقي الشهير قيس الزبيدي، ولم يشارك الفيلم الذي صور باللونين الأبيض والأسود في أي مهرجان سينمائي داخل أو خارج سوريا، بل لم يعرض على امتداد ما يزيد عن الأربعين عاما.
أما الفيلم الثاني فكان عن رواية بقايا صور، وقد أخرجه نبيل المالح وحقق به ثلاث جوائز هي: الذهبية في مهرجان دمشق السينمائي في الدورة الثانية، وجائزة أفضل إخراج في مهرجان قرطاج السينمائي، وجائزة أفضل ممثل من آسيا وأفريقيا للفنان أديب قدورة.
أما التناول الثالث فكان فيلم الشمس في يوم غائم، لمخرجه محمد شاهين وقد حقق فيه ثلاث جوائز: أفضل تصوير لجورج لطفي الخوري في مهرجان دمشق السينمائي 1985، الجائزة التقديرية من كارلو فيفاري 1985، وجائزة أحسن سيناريو لمحمد مرعي فروح في مهرجان قيرغيزيا السينمائي.
أما فيلم آه يا بحر فلم يحقق جوائز.
بينما لم يشارك فيلم الشراع والعاصفة في المهرجانات السينمائية إلا في أضيق الحدود بسبب الأوضاع في سوريا.

## وصلات خارجية
- مؤلفات حنا مينه - دار الآداب